# Frescos de Castelseprio
Los frescos de Castelseprio son un ciclo de pinturas, datadas de forma diversa entre los siglos VI y X, que se encuentran en la iglesia de Santa Maria foris portas de Castelseprio. Son obra de un pintor anónimo señalado como el Maestro de Castelseprio, un artista probablemente bizantino que trabajó por encargo griego, lombardo, carolingio o milanés. El ciclo representa escenas de la infancia de Cristo inspiradas, al parecer, sobre todo en los Evangelios apócrifos. Forma parte del sitio en serie «Longobardos en Italia: lugares de poder», que incluye siete lugares llenos de testimonios arquitectónicos, pictóricos y escultóricos del arte lombardo, inscritos en la Lista del Patrimonio Mundial de la UNESCO el 25 de junio de 2011.

## Historia
En 1944, en la antigua iglesia de Santa María foris portas, bajo otros frescos de los siglos XV y XVI, Gian Piero Bognetti descubrió unos que se remontan a la Alta Edad Media. Tanto por el tema como por la iconografía, estos frescos aparecieron inmediatamente lejos de cualquier comparación con otros testimonios contemporáneos, un caso único en el panorama de la historia del arte italiano: la naturalidad de las formas y un cierto vínculo con la antigua pintura romana los distinguen de todas las demás pinturas altomedievales. Los temas representados, las historias de la infancia de Cristo, proceden sin duda de la lectura de los Evangelios apócrifos, en particular del Evangelio de Santiago, muy extendida en la cultura ortodoxa griega; pero lo que sorprende es la técnica con la que se pintaron estos frescos, es decir, una especie de dibujo en perspectiva, técnica que se había perdido en Occidente.
La calidad de las pinturas, atribuidas genéricamente al llamado Maestro de Castelseprio, es muy alta, con una narración fluida que recuerda a los pergaminos ilustrados de la antigüedad tardía, la capacidad de crear un espacio tridimensional realista, el trazo expresivo, las poses, los gestos y las expresiones de los rostros elocuentes. La técnica pictórica es hábil, con pinceladas decididas, velos que dan una luminosidad difusa, sombras bien definidas y brillos melosos.
Los frescos se remontan, en cualquier caso, a antes de mediados del siglo X, debido a una inscripción, grafiada sobre la superficie pintada, que conmemora a Arderico, arzobispo de Milán elegido en 936 y fallecido en 948. Gracias a complejos exámenes físicos y químicos, se pudo datar la construcción original de la pequeña iglesia en el siglo IV, pero posteriormente la termoluminiscencia fechó los ladrillos del ábside en torno al año 830.

## Dataciones

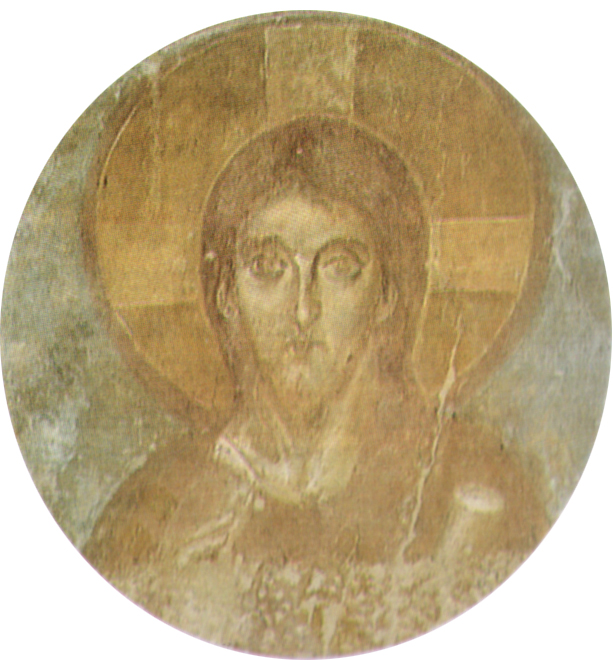
El Cristo Pantocrátor.

Sobre la datación de los frescos hubo un agrio debate que tuvo cierto eco también a nivel internacional, entre estudiosos de diferentes academias; este conflicto fue puesto de manifiesto por el bizantinita parisino Paul Lemerle, cuando un artículo de Kurt Weitzmann, publicado en Italia en 1950, anticipaba las conclusiones de su monografía sobre los frescos que se publicaría en 1951, que trasladó la realización del ciclo de Castelseprio a mediados del siglo X e indicó al autor en uno de los pintores que trabajaban en las miniaturas de manuscritos clásicos como el Rotulus de Josué y el Salterio de París, de ese periodo del arte bizantino que denominó Renacimiento macedonio.
Gian Piero Bognetti, que situó al autor, como un pintor oriental de otro rango, en la segunda mitad del siglo VII, rechazó la propuesta de Weitzmann en el mismo número en que se publicó la anticipación; Carlo Cecchelli impugnó la datación en una reseña del libro. También Pietro Toesca no aceptó esta datación y en L'Arte volvió a proponer la datación en el siglo VII y un pintor oriental como autor. Geza De Francovich, que también se inclinaba por una datación anterior, rechazó por principio la metodología del historiador alemán. Por el contrario, Edoardo Arslan, en Storia di Milano, reconoció la autoridad de los argumentos y renunció a su idea anterior de una datación en el siglo VII.
En 1953 Bognetti, en Sibrium, había publicado en italiano un artículo de Viktor Lazarev, de la Academia de Ciencias de la Unión Soviética, en el que el autor quería retrotraer la datación al siglo VI-VII. Lazarev destacó la calidad del estilo clásico y atribuyó el fresco a un maestro oriental pasajero.

## Técnica
La decoración de la iglesia se llevó a cabo durante la construcción del edificio, ya que el yeso pintado está encima de un arricio —soporte de capa de mortero de cal— sobre el que el pintor trazó las líneas esenciales de la composición. Estas líneas púrpuras, al igual que los colores de fondo de las pinturas, fueron pintadas al buon fresco, es decir, sobre yeso todavía húmedo. Por otra parte, la capa superficial de las pinturas, aplicada sobre la preparación del fresco, se realizó sobre el yeso ya seco, como demuestran los restos de pintura roja en la primera capa de yeso y las marcas dejadas por el pincel.
Los principales colores utilizados son el negro carbónico para el sombreado y el blanco de cal para las luces y algunos elementos, como la ropa de algunos personajes. También dominan el rojo, obtenido con óxido de hierro, y el amarillo, que se utiliza puro para representar los elementos dorados o combinado con el negro para obtener tonos marrones. También se utiliza el color azul, a menudo combinado con el blanco para dar rasgos oscuros a las prendas blancas, o con el rojo para crear tonos violáceos. La sinopia es roja, siempre realizada con óxido de hierro.

## Descripción y estilo

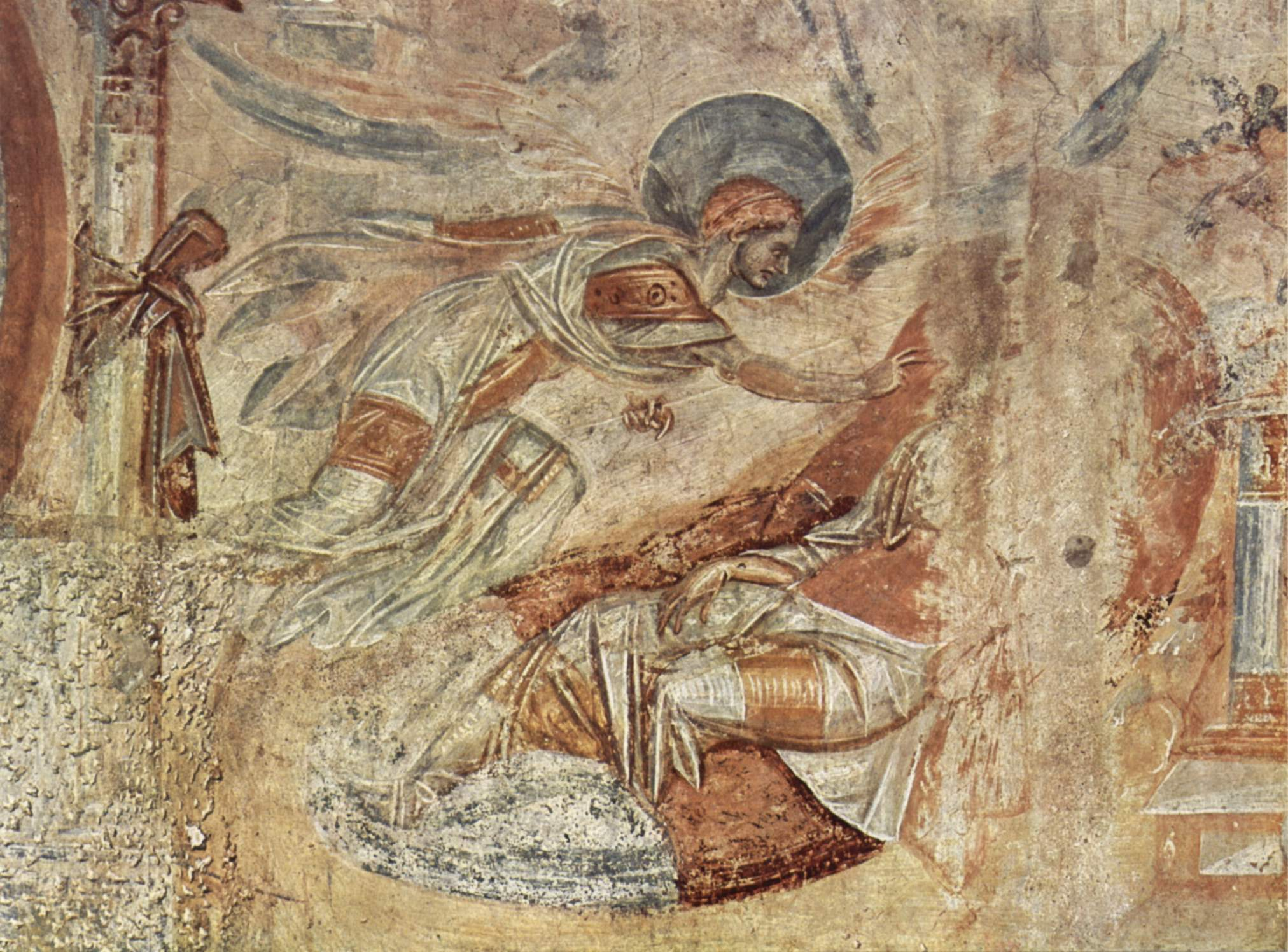
Aparición del ángel a José.

El ciclo de los frescos, en dos órdenes, presenta la iconografía de las Escenas de la Infancia de Cristo: los episodios representados se suceden sin ningún marco divisorio. Por orden, arriba:
- Anunciación y Visitación —dos episodios diferentes insertados en la misma escena—
- Prueba del agua amarga —episodio raramente representado, en el que se prueba la virginidad de María—
- Aparición del ángel a José
- Viaje a Belén.[15]

Entre escena y escena, sobre las ventanas, se encuentran pinturas en medallones, de los que solamente se conserva el central, con el Cristo Pantocrátor, cuya fisonomía recuerda el estilo presente en la iglesia de Santa Sofía de Constantinopla.
Un segundo orden inferior, intercalado con ventanas, presenta:
- Adoración de los Magos —ubicada en el faldón del arco—.
- Natividad —que contiene varios episodios: el Pesebre, el Lavado del Niño y el Anuncio a los pastores—.
- Presentación de Jesús en el templo.
- Una escena perdida, de la que únicamente quedan algunos vestigios.[17]

Los frescos de esta franja están más dañados porque la superficie fue martilleada en el siglo XVI para que se adhiriera mejor la capa de yeso para el nuevo ciclo de frescos realizado en esa época.
En la parte posterior del arco de triunfo hay dos ángeles en vuelo con un cetro y un globo terráqueo, por encima del arco, mirando hacia el medallón central de la etimasia —el trono vacío de Cristo—, al que llevan simbólicamente los regalos. Como ya se ha dicho, el registro inferior está ocupado, a la izquierda, por la escena de la Adoración de los Reyes Magos, mientras que la escena de la derecha se ha perdido.
Por último, en la parte inferior, hay restos de una banda decorada con guirnaldas y falsos nichos cerrados por cortinas (velari) de los que salen algunas aves y el simbolismo del Trono con el Libro cerrado.
La elección de las escenas está totalmente centrada en el dogma de la Encarnación, dirigida a reafirmar la consustancialidad de Cristo, es decir, la perfecta unión entre la naturaleza humana, implícita en los temas de la vida de Cristo encarnado, y la naturaleza divina, como en la representación de Cristo Pantocrátor. El ciclo parece, por tanto, estudiado como una respuesta al arrianismo, mediante el uso de episodios narrados en los evangelios apócrifos, como el Protoevangelio de Santiago y el Evangelio del pseudo-Mateo.
Desde el punto de vista de los contenidos simbólicos, el ciclo expresa una visión de la religión perfectamente congruente con la última fase del reino lombardo; habiendo eliminado -al menos nominalmente- la concepción arriana de Cristo, la que sacan a la luz los frescos de Castelseprio es específicamente  católica.
Es interesante la técnica compositiva, que revela una especie de esquema de perspectiva de origen directamente clásico, así como un claro realismo en la representación de ambientes, figuras humanas y animales. El ciclo de frescos atestigua así la permanencia, en la época tardía lombarda, de elementos artísticos clásicos que sobrevivieron al injerto de la concepción germánica del arte, sin atención a la perspectiva y a los aspectos naturalistas y más concentrada en el significado simbólico de las representaciones.

### Descripción de las escenas

#### Anunciación y Visitación

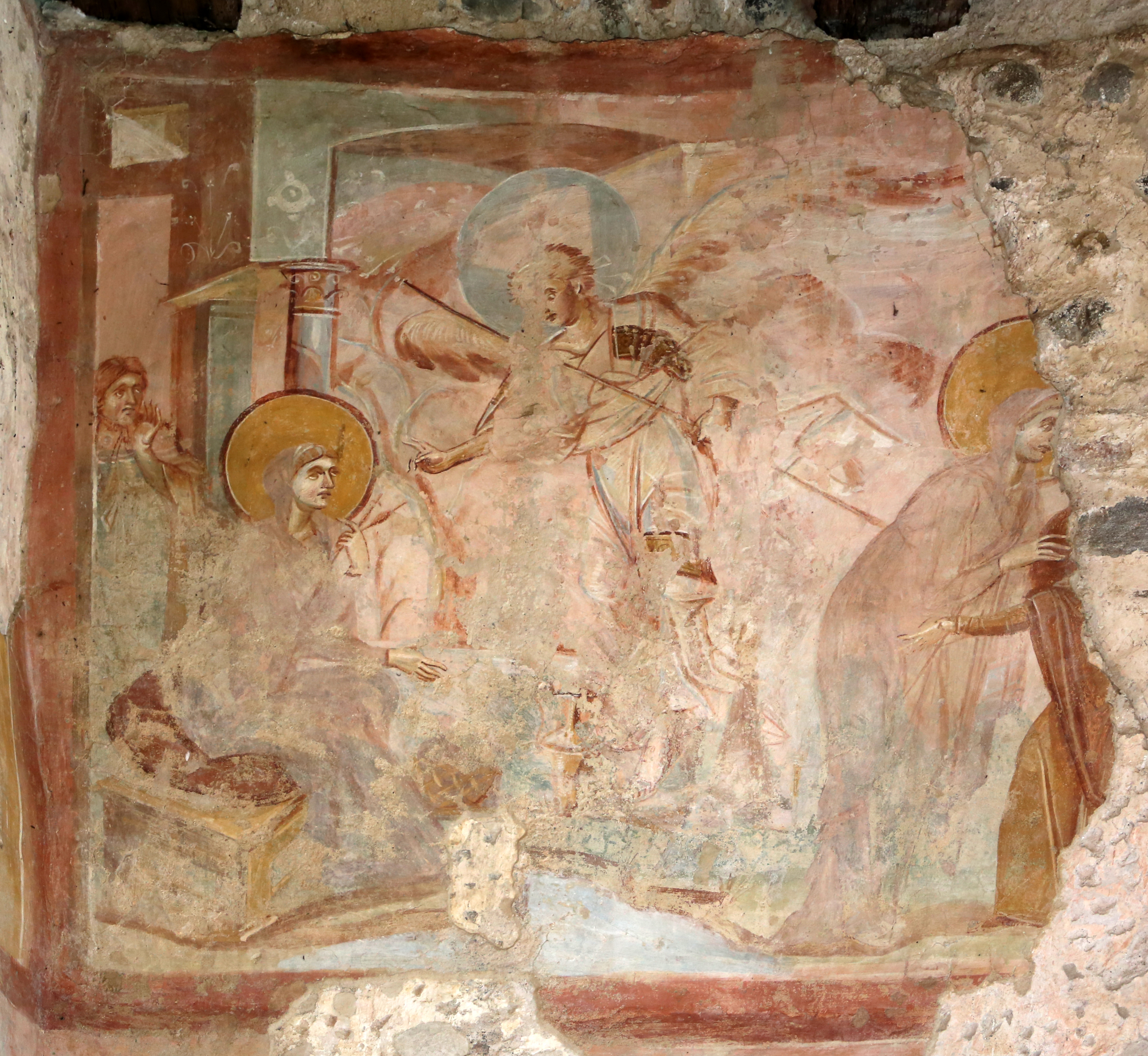
Anunciación y Visitación.

Esta primera escena muestra al arcángel Gabriel apareciéndose a María, sentada al aire libre, en un gran asiento cubierto con un cojín violeta. Detrás de ella hay una arquitectura que probablemente representa la casa de Nazaret: en ella se puede ver un alto arquitrabe que descansa sobre una pilastra que sobresale del muro del fondo y, al frente, sobre una columna con un capitel aproximadamente corintio. Detrás se abre una puerta alta y estrecha, coronada por una pequeña ventana, por la que llega una figura femenina que, con aire sobresaltado, observa la aparición del ángel. El rostro de María tiene rasgos más profundos que los de la criada, detrás de ella y tiene profundas ojeras y espesas cejas negras, típicas de las poblaciones semíticas. En la mano izquierda, se lleva al rostro el dedo índice extendido hacia el mentón en el gesto del oyente, típico de los esquemas grecorromanos, sostiene dos husos, mientras tiene la mano derecha estirada hacia abajo. A sus pies hay una cesta de mimbre que contiene un hilo púrpura: todo esto indica que María, antes de la aparición angelical, estaba decidida a hilar.
En el centro de la escena hay una hidria —jarrón que generalmente contiene agua—. En la parte inferior de la escena hay una zona azul, que probablemente representa una pequeña masa de agua. El arcángel Gabriel llega por la derecha y se representa en el acto de tocar el suelo con el pie, con las alas todavía extendidas después de concluido su vuelo. Como cuenta la tradición, lleva una túnica blanca ( in vestibus albis ) sobre la que sostiene un pallium —manto de lana blanca que se colocaba sobre la túnica de los hombres de cultura de la antigua Grecia y Roma—. En su mano izquierda sostiene una vara larga que termina en un pomo —típico de un taxiarca, coronel al frente de un batallón, taxis, del ejército griego—, mientras que la mano derecha se extiende hacia María. En sus pies calza un par de sandalias. Al fondo, entre María y el ángel, aparece el tronco de un árbol sinuoso y ramificado, mientras que más abajo hay un arbusto.
Esta representación corresponde estrechamente a lo que se describe en el Protoevangelio de Santiago (XI,2), en particular a la segunda aparición del ángel. De hecho, en este Evangelio está escrito: « [María] se fue a su casa, dejó el cántaro y, tomando la púrpura, se sentó en su banco y dio vueltas. Y he aquí, un ángel del Señor se le apareció y le dijo: "María, no temas, porque has hallado gracia ante el Maestro de todas las cosas, y por su palabra concebirás". Pero ella, al oír esto, se quedó perpleja y pensó: "¿Concebiré por el Señor, el Dios vivo, y luego daré a luz como toda mujer da a luz?».
El otro episodio presente en esta escena es el de la Visitación, que, sin embargo, se ha perdido parcialmente. Una peculiaridad que se advierte de inmediato es que los dos episodios no están en absoluto separados, sino que, por el contrario, incluso la vara del arcángel va a esconderse detrás de la espalda de María —esta no separación de los dos episodios es típica del uso antiguo y sobrevivió solamente en Capadocia—. Aquí se representa a María yendo hacia la casa de su prima Isabel —que probablemente se representó a la derecha de la escena, ya que la casa de Isabel casi nunca falta en los esquemas de la Visitación; además la casa, junto con la de Nazaret del episodio anterior, habría cerrado la escena como una especie de marco—. El encuentro de las dos mujeres, consistente en un abrazo, tiene lugar, pues, al aire libre, como en las composiciones más antiguas, según la tradición apócrifa, y no según el Evangelio según Lucas, que sitúa el encuentro en la casa de Zacarías.(Lucas I,40)

#### Prueba del agua amarga

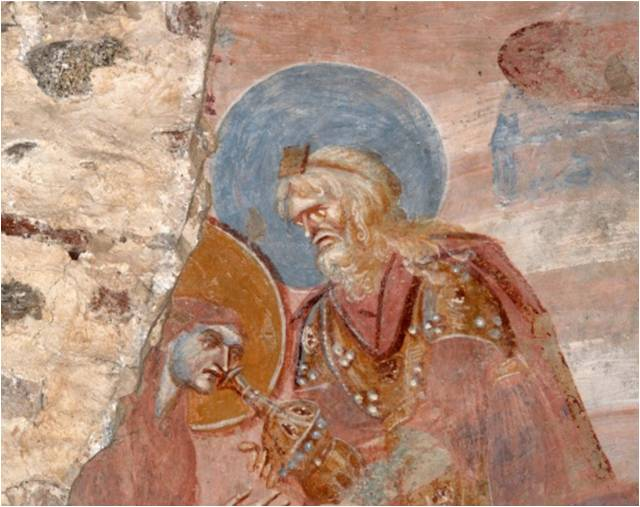
Detalle de María sometida a la prueba del agua amarga.

Esta escena, a la que le falta el lado izquierdo, representa un episodio presente solamente en la tradición apócrifa: el reconocimiento oficial de la virginidad de María mediante la Prueba del agua amarga. Según este rito, el marido de la presunta adúltera presentaba como ofrenda al templo un pan plano preparado sin aceite y presentado sin incienso —ofrenda no devocional—: el sacerdote retiraba el velo de la mujer acusada y le daba a beber agua mezclada con polvo del atrio del tabernáculo donde tenía lugar el rito, pronunciando una maldición. Se creía que, en caso de que la mujer fuera culpable, tendría que sufrir dolores atroces para morir o quedar estéril.
En el caso de la iglesia de Santa María foris portas, esta escena es anterior a la de la aparición angelical a José, pero en el Protoevangelio de Santiago, así como en el Evangelio del pseudo-Mateo —así definido para distinguirlo del Evangelio según Mateo , reconocido por la Iglesia—, las dos escenas se desarrollan en el orden exactamente opuesto.

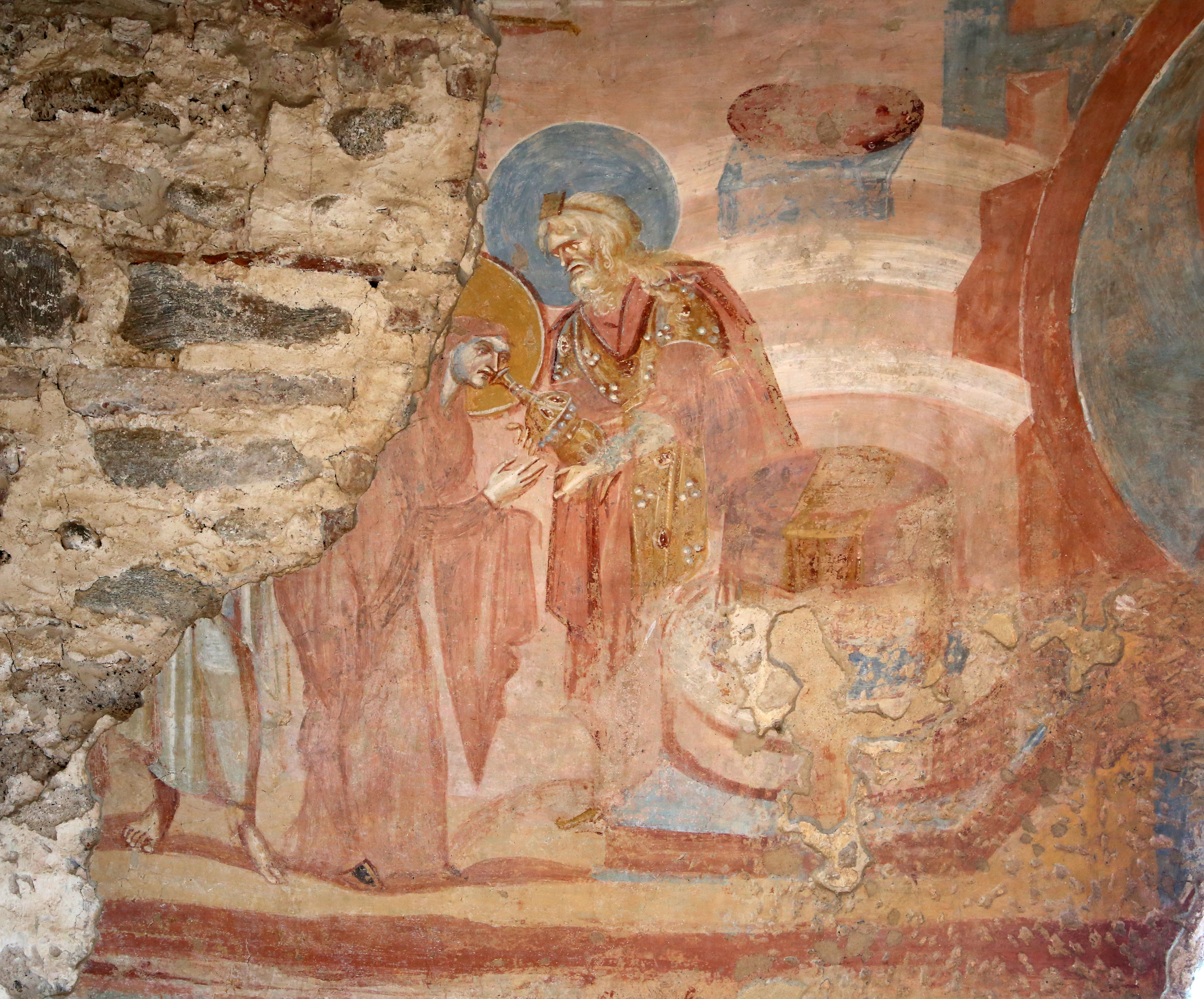
Escena completa de la Prueba del agua amarga.

En la escena del ábside de la iglesia, a la izquierda se pueden ver las piernas de una figura masculina que sin duda debió ser José. María está casi completamente visible y se inclina para beber el agua que le trae el Sumo Sacerdote. José está descalzo y viste una túnica blanca y pallium con reflejos azules. María está vestida como en la escena anterior y extiende su mano derecha hacia la hidria que contiene el agua. En cambio, la mano izquierda está cubierta, según el antiguo uso ceremonial, por un dobladillo de la túnica. El rostro de la Virgen tiene las mejillas hinchadas y flácidas, con un toque de papada, que el pintor quiso representar para demostrar su intención realista.
No hay leyendas en la figura del Sumo Sacerdote, por lo que no hay certeza de que sea Zacarías. De hecho, podría ser, según el texto del Protoevangelio, de Simeón o Samuel, o de Abiatar, según informa el Evangelio del pseudo-Mateo. Sin embargo, comparando esta escena con las siguientes, notamos que el sacerdote en este caso tiene un aureola —como en otras representaciones—, mientras que el Simeón representado en la Presentación de este mismo ciclo no lo tiene. Las hipótesis reportadas por Giuseppe De Capitani d'Arzago probablemente recaigan sobre Zacarías.
A la izquierda del sacerdote hay una mesa, colocada sobre dos escalones, uno cuadrangular y el otro redondo, cubierta con un mantel púrpura en cuyo centro se coloca un paño azul largo y estrecho (mappa). Detrás de esta mesa y detrás del sacerdote, hay un hemiciclo con tres escalones. Probablemente la intención del pintor era situar la mesa anteriormente descrita en el centro de un espacio delimitado por ese mismo hemiciclo, sobre el que se representa una gran pila ovalada.

#### Cristo Pantocrátor

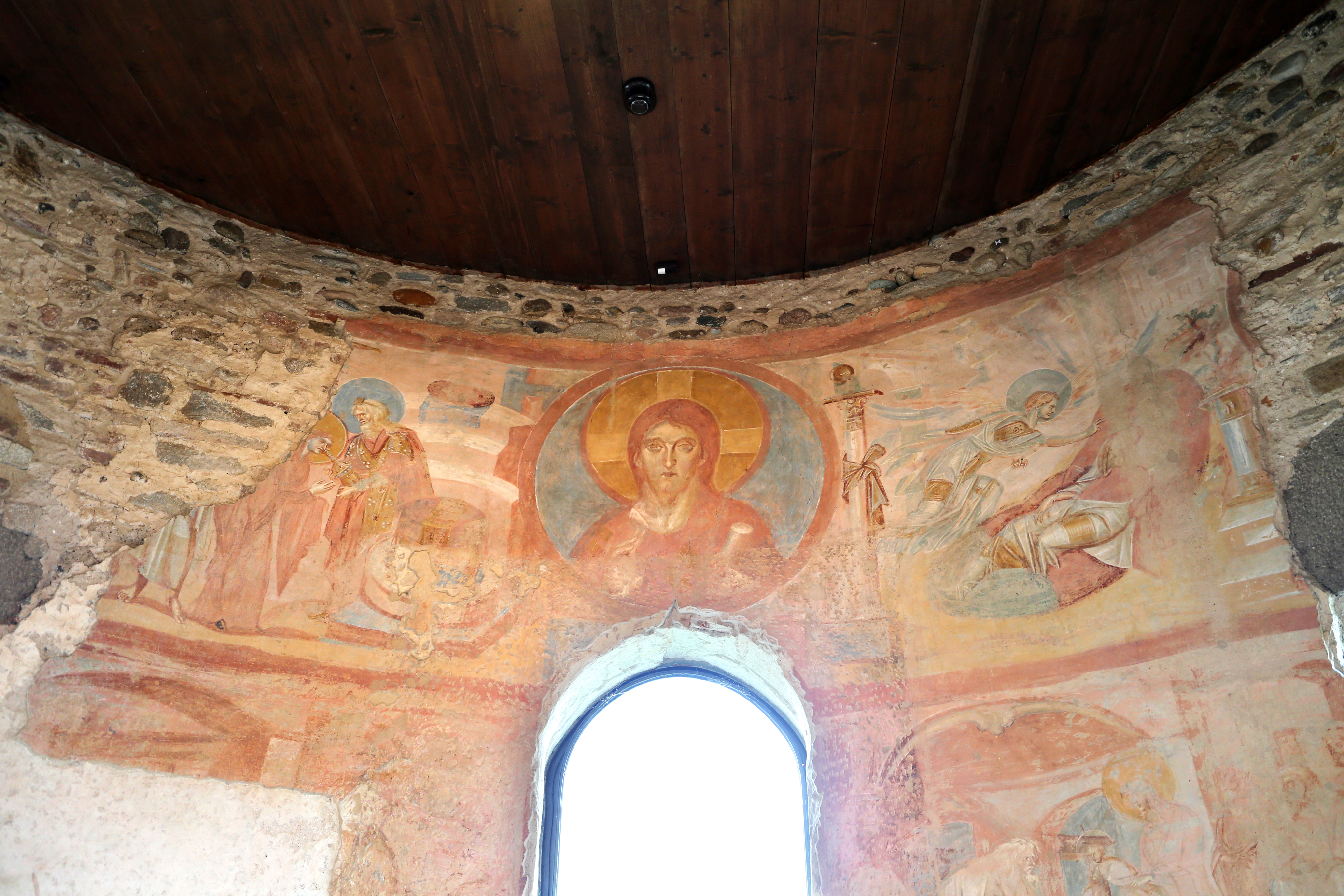
En el centro del ábside se aprecia el Cristo Pantocrátor.

El busto de Cristo ocupa la parte central del ábside, por encima de la ventana, y está colocado en un tondo de 1,34 metros de diámetro. El fondo sobre el que se sitúa la figura es azul. Cristo está vestido de rojo y sostiene un pergamino en su mano izquierda, mientras que con la derecha hace el gesto de la bendición —con tres dedos, según la costumbre de la iglesia ortodoxa—. El rostro tiene todos los rasgos del tipo semítico: barba corta y puntiaguda, pelo castaño, labios estrechos y carnosos, nariz muy pronunciada y ojos grandes.

#### Aparición del ángel a José

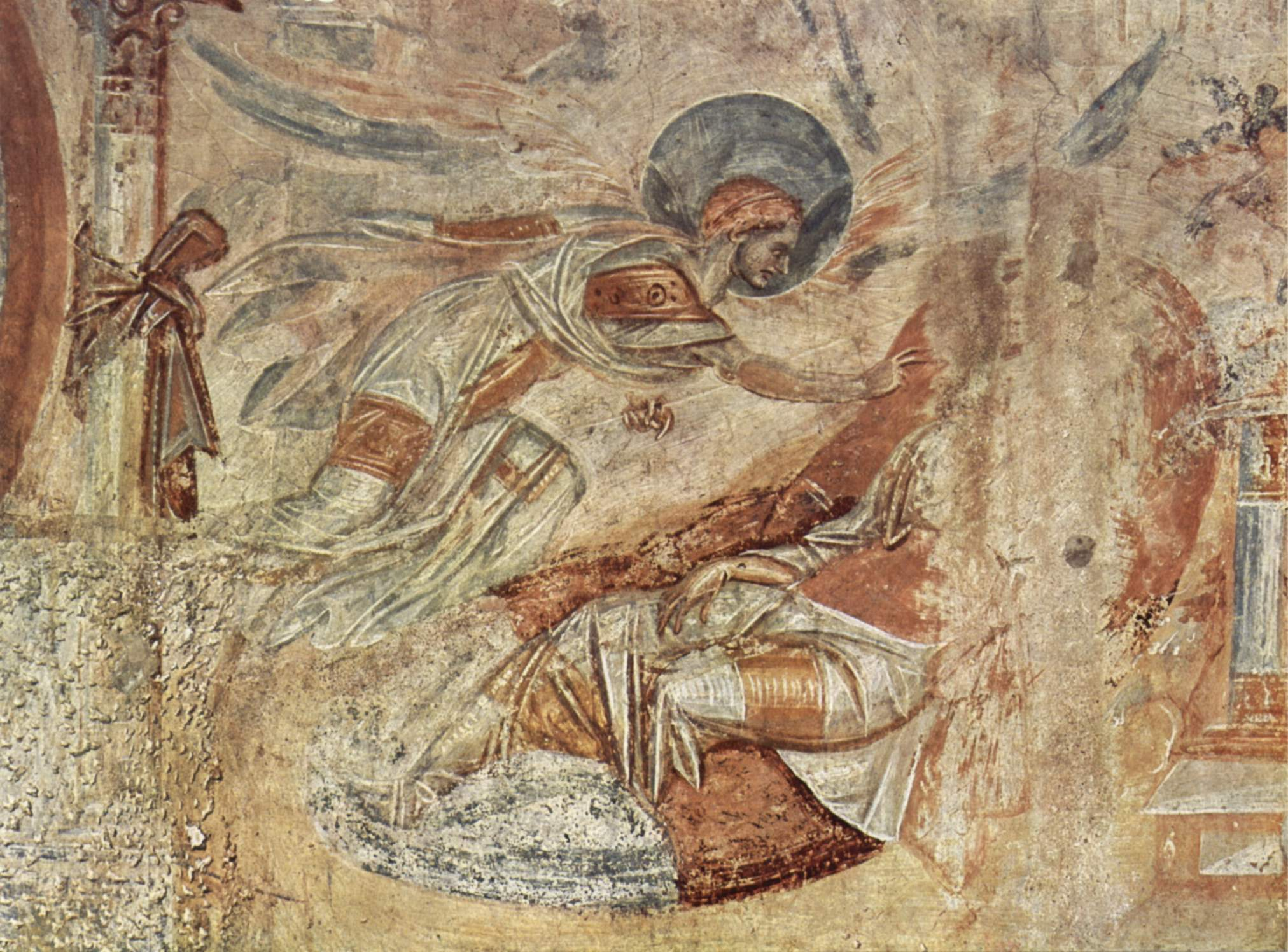
Aparición del ángel a José.

La escena se enmarca en una arquitectura compleja y grandiosa: a la izquierda vemos una alta columna sobre una base rectangular que, como en el caso de la Anunciación, enmarca la escena; sobre esta columna se anuda un paño morado con reflejos azules. El capitel de la columna también es de color púrpura y recuerda en estilo al orden corintio. Sobre el capitel descansa el pedestal de un arco rebajado, ornamentado con un disco rojizo no centrado. El arco retrocede prospectivamente y se apoya en una franja de pilastra muy sencilla. A su derecha hay otras dos pilastras que sostienen otros tantos arcos, rotos por el pintor para dejar visible la escena.
En la parte inferior derecha hay un sótano con dos escalones sobre el que se alza una columna baja con un capitel de bronce. Más arriba, se puede ver un paisaje rural con una mansión de una planta con dos torretas laterales que bordean una terraza. Las ventanas son altas y estrechas, típicas de la pintura romana, mientras que el parapeto, formado por una serie de cruces de san Andrés, es de tipo clásico. Únicamente una de las dos torres está cubierta con un pabellón.
La figura del ángel retoma la del que se encuentra en el episodio de la Anunciación. Pero a diferencia de eso, este ángel procede a volar, y no está en el acto de tocar el suelo. José descansa completamente vestido sobre un gran colchón curvado y elevado cerca de la cabeza. Por desgracia, queda muy poco de la cabeza del santo. Solamente se puede observar que ela aureóla no está presente. Bajo la figura de José se puede leer la inscripción IOSEPH, en blanco sobre el fondo rosado del suelo.

#### Viaje a Belén

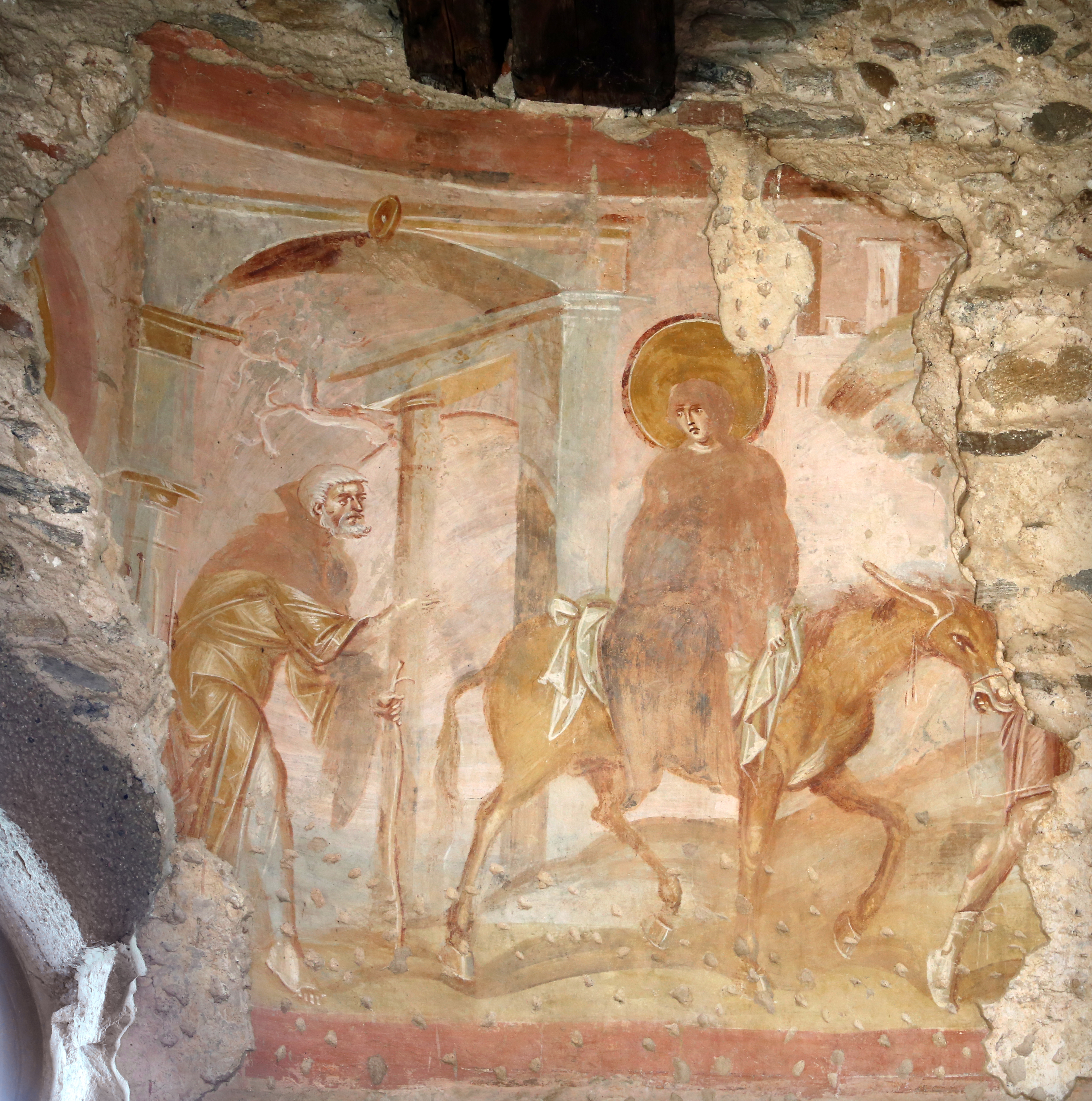
Viaje a Belén.

También en este caso encontramos como escenario un notable complejo arquitectónico, situado en primer plano a la izquierda, mientras que la parte derecha de la escena presenta el elemento paisajístico de fondo. La arquitectura consiste en un arco rebajado que descansa sobre dos simples pilares, de los cuales el de la izquierda surge de una columna de tipo afín al orden dórico: superposición que puede recordar algunos elementos de la logia de Kokanaya en Siria, —una de las muchas referencias al arte oriental—. Detrás de este primer arco se ve otro arco rebajado en cuyo centro hay, con aparente incongruencia, una columna que soporta el peso del arquitrabe. Se trata de un pórtico abierto sobre el campo, ya que se puede ver una rama de un árbol seco que se introduce dentro de la construcción. A la derecha, como ya se ha dicho, se encuentra un paisaje que hace de fondo: vislumbrándose los restos de lo que debió ser una gran rama, detrás de la cual hay un edificio torreado y almenado. Este edificio sugiere la idea de una ciudad amurallada por la torres y las aspilleras y de hecho es lógico pensar que se trata de Belén.
En primer plano se aprecia tres grandes figuras marchando: José, María en asno y un joven guiando la montura. El animal sobre el que cabalga María presenta claras características propias del asno, tal y como lo describe el Protoevangelio de Santiago: el ojo es alargado y húmedo, los grandes dientes están descubiertos; el ritmo y el movimiento de las patas y los músculos denotan, más que fatiga, el zarpazo del animal. Estos elementos devuelven un realismo que se encuentra en pocos ejemplos de pintura antigua. La Virgen está sentada en el lomo del asno sobre una tela blanca, bajo la cual probablemente no había silla de montar, está vestida como en las otras escenas del ciclo pictórico, pero en este caso lleva también un manto púrpura. La mirada de la mujer se dirige a José, aunque presenta una expresión ausente. Esto se debe al hecho de que el Protovangelio habla de una visión de María a las puertas de Belén, que el pintor puede haber querido reproducir.
José camina descalzo y con cierta dificultad, sosteniendo un bastón en su mano izquierda. Lleva ropa de viaje: una túnica marrón con reflejos blancos, partida por la rodilla para facilitar el paso y una capa rojiza con capucha sobre los hombros. Su mano derecha está extendida hacia María para indicar que está dirigiendo palabras a la mujer.
La tercera figura se ha perdido en gran parte: únicamente queda la musculosa pierna derecha, desnuda desde la espinilla hasta la rodilla, evidentemente perteneciente a un hombre joven.

#### Natividad

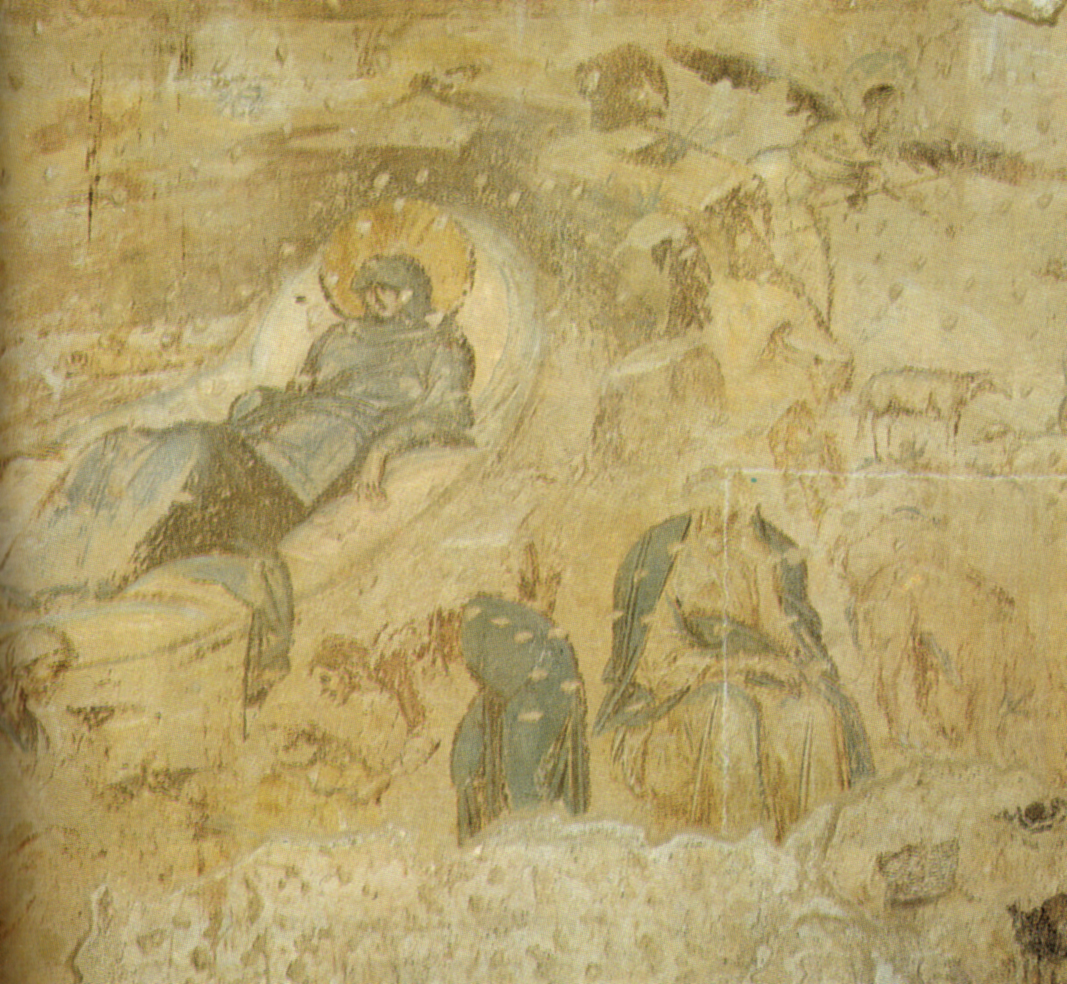
Natividad.

Esta escena es, entre las supervivientes, la más compleja: el pintor fusiona aquí varios episodios en un solo esquema, tratando de reunir estos episodios con la Adoración de los Magos, que, sin embargo, parece estar en un plano diferente, ya que entre las dos escenas se encuentra la esquina interior del muro de la iglesia entre el ábside y el arco del triunfo. 
Inicialmente se podría pensar que las dos escenas fueron concebidas de forma independiente, pero una mirada más atenta revela que no hay rastros de marcos u otros elementos que separen una escena de la otra en la esquina. De hecho, la única banda roja presente es la horizontal que delimita estas dos escenas y las representaciones del Viaje a Belén y del Ángel Triunfante sobre el arco. Sin embargo, hay un árbol frondoso que destaca sobre el fondo del campo y que marca la transición de una escena a otra. Esta actitud implica una cierta relación entre la Natividad y la Adoración de los Reyes Magos.
La escena de la Natividad se compone de varios episodios: el Pesebre, el Lavado del Niño, el Milagro de la Partera y el Anuncio a los Pastores.
Como en las escenas anteriores, el pintor tiende a concentrar los volúmenes del primer plano en el lado izquierdo, dejando el fondo en la distancia a la derecha. En este caso tenemos a la izquierda la sección transversal de la cueva, mientras que a la derecha está el campo de Belén, que corresponde, a la izquierda, al Pesebre y, a la derecha, al Anuncio a los Pastores.
La Natividad propiamente dicha se desarrolla íntegramente en el interior de la cueva, según nos cuentan los evangelios apócrifos y la tradición de la iconografía oriental. María es el eje del episodio: está absorta y descansa en una cama similar a la de José en la escena de la Aparición. El vestido que lleva es el habitual, pero el manto es de un color morado más oscuro y envuelve toda la figura de la Virgen, dejando solamente la cabeza y la mano izquierda al descubierto. María se apoya en el codo izquierdo y tiene la cabeza reclinada hacia delante, como si estuviera meditando.
Junto a la Virgen, a su derecha, en una pequeña cuna rectangular, alrededor de la cual se ven las cabecitas del asno y del buey, está su Hijo, envuelto en pañales. Encima hay una estrella rodeada de un gran halo que lanza cuatro amplios haces de luz formando una cruz. Detrás de María se lee SCA MARIA, con las letras de la segunda palabra dispuestas verticalmente.

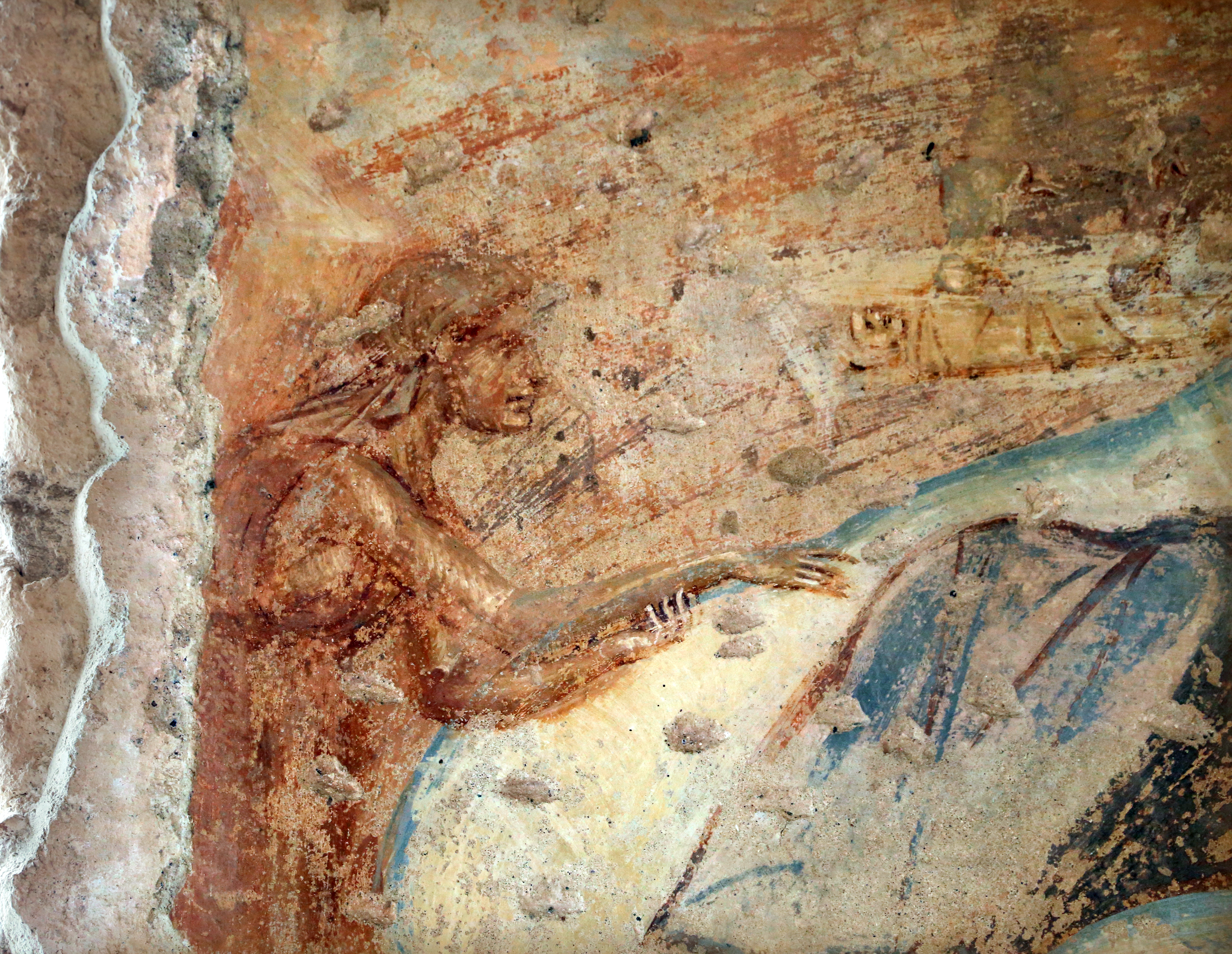
Detalle de la figura de la matrona EMEA.

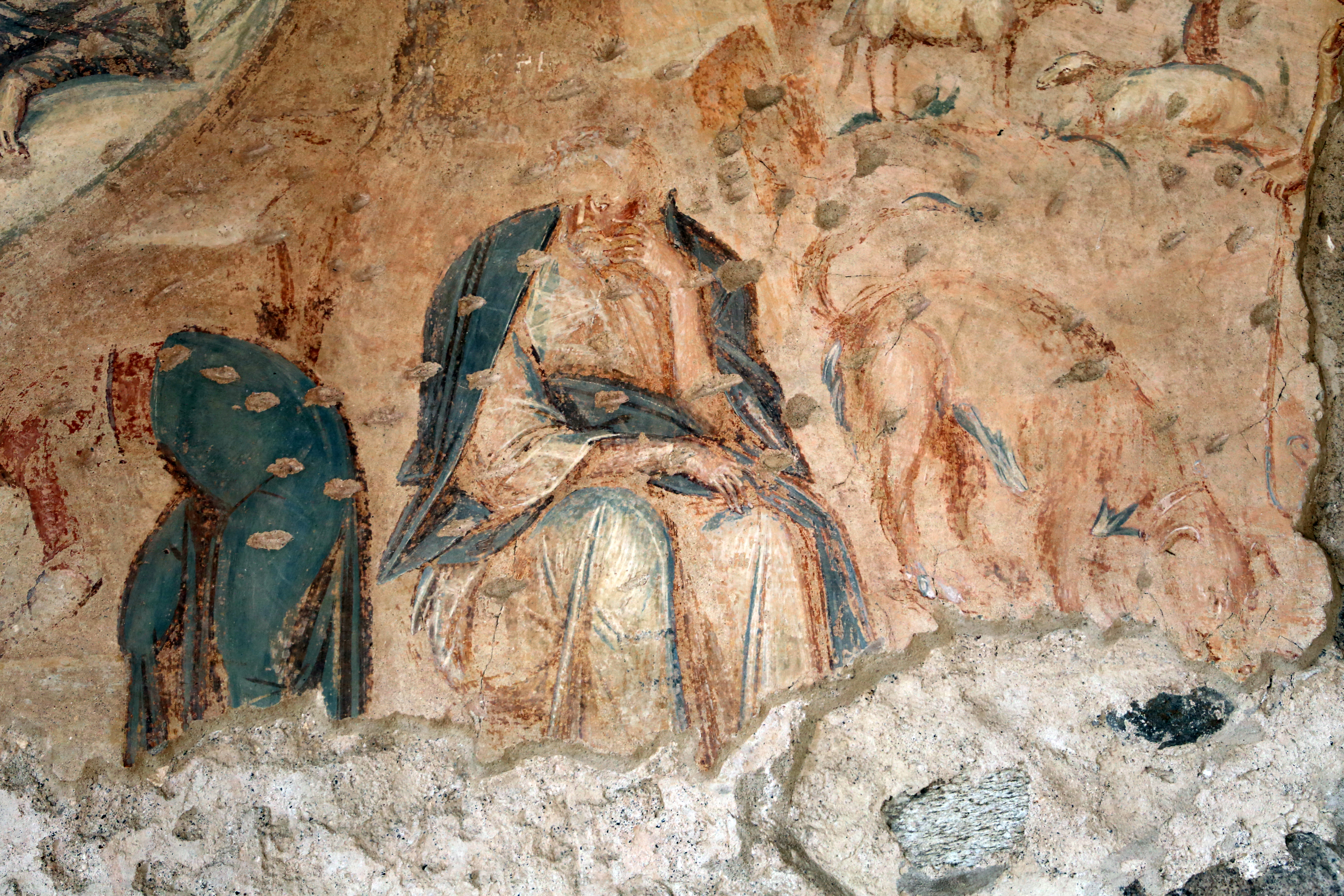
Detalle de San José y un perro en la Natividad.

A la izquierda encontramos una media figura femenina que tiende la mano derecha hacia la Virgen: justo encima de su cabeza está escrito el nombre EMEA: es la matrona que aparece en los evangelios apócrifos. Según el Protoevangelio de Santiago, una comadrona llamada por José acudió a la cueva tras el nacimiento de Jesús. Al no creer que su hijo había nacido de una mujer virgen, quiso tocarlo y fue castigada por ello: fue víctima del llamado «milagro de la mano marchita». Esta mujer está representada con un aire de asombro en su rostro bronceado del mismo color que sus brazos. Es evidente que es una mujer árabe de la montaña.
En el episodio del Lavado del Niño, que ocupa la zona inferior izquierda, aparecen dos mujeres vestidas de forma muy similar a la de Emea. De hecho, la mujer de la izquierda lleva la misma ropa y es probable que sea la misma persona. Aquí también podemos ver su falda roja con rayas horizontales, ceñida a la cintura por un cinturón azul. En cambio, la mujer de la derecha, de pie e inclinada sobre el niño, lleva una falda azul, pero por lo demás también es similar a Emea. Jesús está de pie en una bañera redonda, sostenido por la mujer de la izquierda, mientras la mujer de la derecha le vierte agua.
Más a la derecha, todavía en primer plano, está José, sentado contra una puerta: es el centro de toda la escena. De este modo, José es testigo tanto de la Natividad como del Anuncio a los Pastores y vincula así los dos episodios. Su cuerpo está girado hacia los pastores, mientras que su rostro se vuelve hacia la izquierda, hacia el Niño en la bañera. Las manos del hombre son extremadamente expresivas. También en este caso José está sin aureola; el nombre IOSEPH está escrito justo encima de su cabeza. Lleva una prenda similar a la que se usa en la escena de la Aparición.

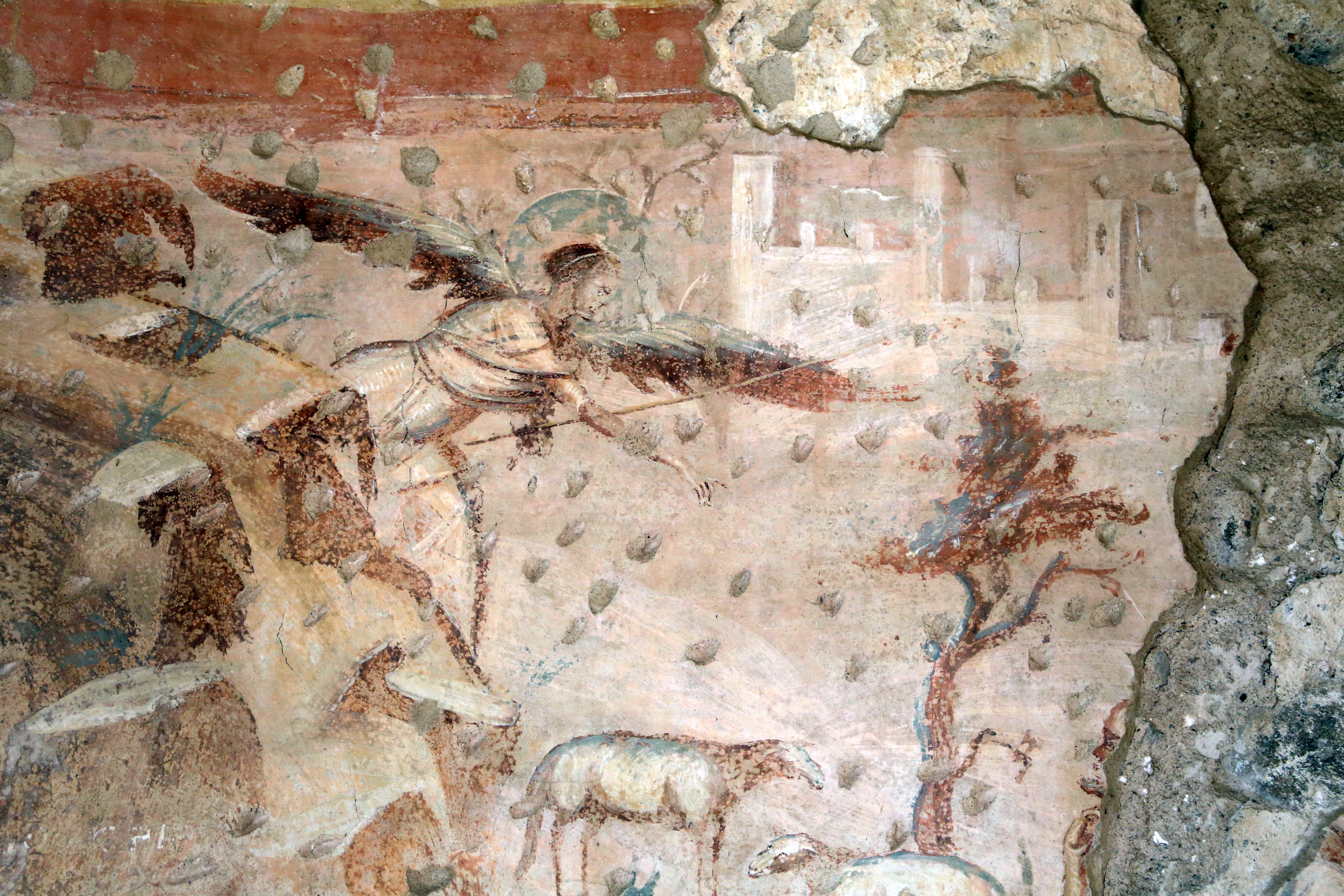
Detalle del Anuncio a los Pastores.

La parte derecha de la escena está ocupada en su totalidad por el episodio del Anuncio a los Pastores y está muy dañada. Se trata de un amplio paisaje de colinas cerrado en la parte superior por los poderosos muros de Belén, a la izquierda por las rocas de la cueva y a la derecha por el árbol de la esquina. Solamente hay un árbol en el terreno ondulado y el rebaño está formado por dos ovejas, una descansando y la otra pastando. Un gran perro de pelo largo olfatea el suelo en primer plano junto a José. En el cielo, el ángel aparece, con las alas extendidas, por encima de un acantilado, que oculta sus piernas. Lleva una vara en la mano y su brazo derecho está extendido hacia los pastores, señalando con el dedo en su dirección, como un gesto de apelación. El primer pastor es un hombre mayor, de pie y vestido con una túnica blanca corta ceñida a la cintura; se apoya en un bastón con el extremo superior doblado hacia abajo. El bastón lo sostiene con la mano izquierda, pero el pastor se apoya en él con el codo del brazo derecho. El otro pastor es, en cambio, un joven de piel bronceada como la de Emea. Está sentado a la sombra del árbol, apoyado en el suelo con el codo izquierdo. 

#### Adoración de los Magos
La escena está pintada en la pared que divide el ábside de la nave y ocupa toda la parte inferior izquierda, junto al pesebre. Una banda roja recorre tres lados de la escena, actuando como marco, dejando solamente el lado izquierdo libre, donde está el árbol que actúa como separación/unión con la escena adyacente.
La escena de los Reyes Magos precede y no sigue a la de la Presentación de Jesús en el Templo, dejando la escena de la Natividad entre estas dos, resultando, de alguna manera, no en un perfecto orden cronológico.
A excepción de los tres Reyes Magos, el resto de la escena es casi exclusivamente puro dibujo: contornos rojos en buen fresco dibujados sobre un fondo amarillo-rosado, con partículas de color esparcidas aquí y allá. El fondo, apenas visible, está formado por árboles y arquitectura lejana. A la derecha podemos ver claramente el saliente rocoso en el que están sentados José y María —probablemente el exterior de la cueva de Belén—. Esta es la única escena en la que el horizonte se abre hacia la izquierda, dejando los elementos de primer plano del escenario —la cueva— a la derecha. Esto se debe a que a la derecha está el arco y el pintor tenía la necesidad justificada de crear un cierre.

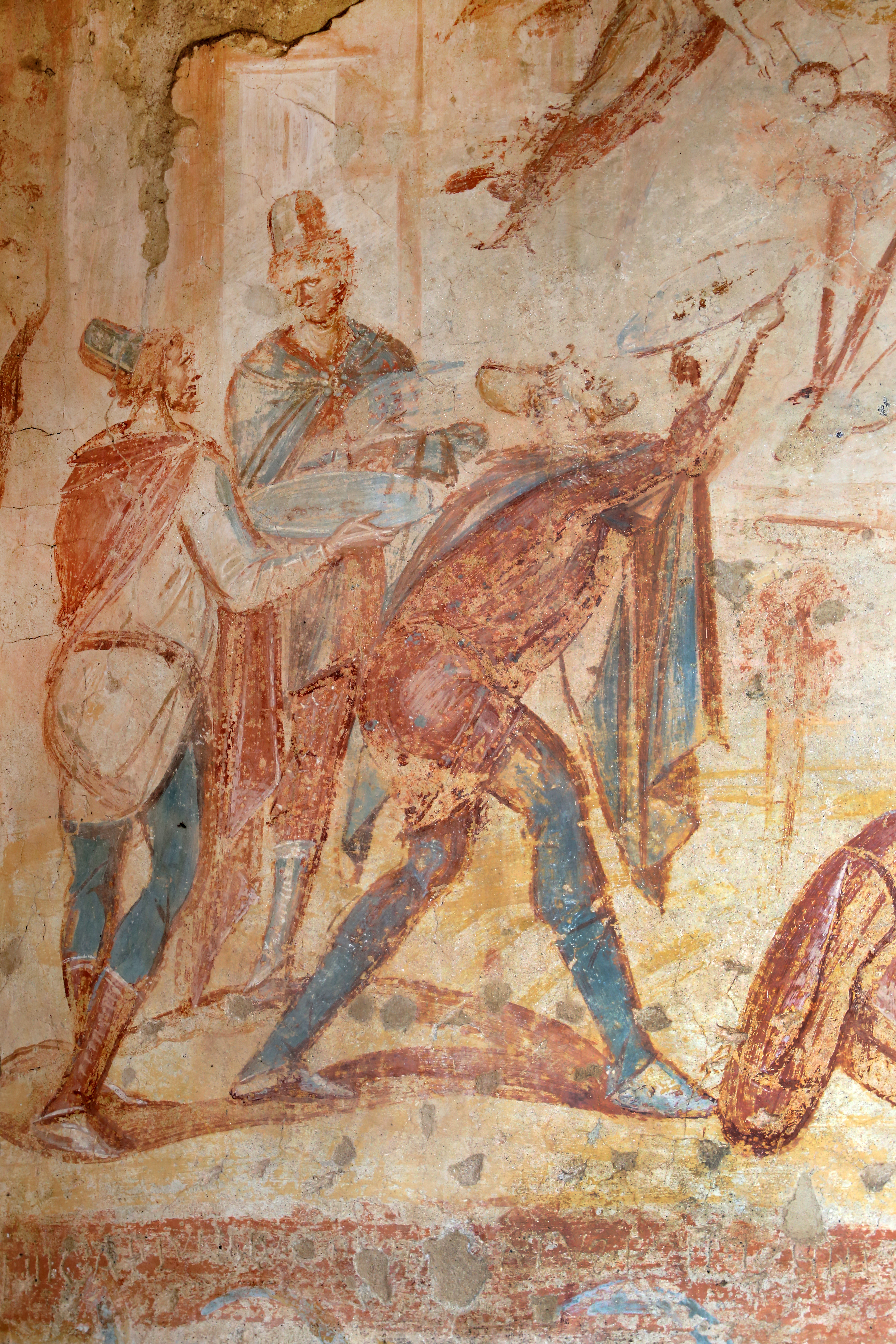
Detalle del fresco de Los Tres Magos, donde se aprecia sus vestiduras.

El grupo de tres magos ocupa la mitad izquierda de la escena: a su derecha hay dos objetos rojos, probablemente equipajes o regalos. Uno de los tres Reyes Magos se separa del grupo y se presenta ante María y Jesús ofreciendo algo que hoy ya no es posible distinguir por la pérdida de color, pero que evidentemente estaba en una gran bandeja. Los otros dos, más jóvenes, esperan su turno, conversando discretamente entre ellos y sosteniendo la misma bandeja de plata en sus manos. Las tres figuras están vestidas de la misma manera, con un paño (sago) colgado sobre el hombro derecho y una túnica de color claro con mangas. Las piernas están cubiertas por «brazaletes» ajustados —que hoy llamaríamos pantalones—, uno de los cuales está decorado con grupos de tres perlas blancas. Un cinturón de tela (cingulum) rodea la túnica por la cintura, muy abajo. El tocado es un tegumen capitis que puede describirse como «una cúpula cilíndrica que insiste en el cuello y que se abre por un lado: un botón, en la base del corte, une las solapas, mientras que una solapa desigual, limitada en la nuca y ancha por delante hasta la frente, se adhiere a la cabeza: una cinta (ligamentum) cuelga de un lado en el cuello y en el hombro en los dos Reyes Magos de la izquierda, pero se puede anudar evidentemente bajo la barbilla: en el oferente notamos de hecho que se adhiere a la mejilla desapareciendo justo bajo la garganta».
En la parte derecha de la composición aparecen, sobre el fondo rocoso, las figuras de José y María con su Hijo, todos de cara al centro de la escena. La Virgen está sentada muy arriba, mucho más que José —sin embargo, no está presente la «silla monumental», el trono en el que se la suele representar en otras composiciones, también de la misma época—.

#### Presentación de Jesús en el templo

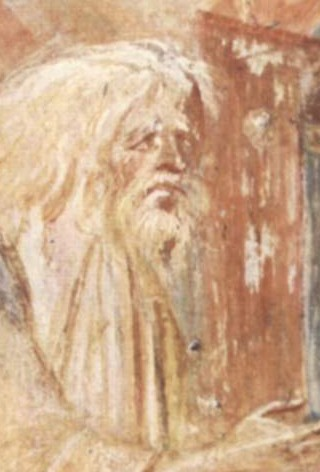
El rostro de Simeón en un detalle de la Presentación de Jesús en el Templo.

Este episodio es a menudo ignorado por la antigua iconografía cristiana. La escena de Santa María foris portas presenta dos grupos de figuras, representadas sin ninguna simetría: son, a la derecha, dos ancianos que acompañan a José , que lleva en sus manos la ofrenda de palomas —casi desaparecida— y sigue a su vez el virgen María.
A la izquierda, la profetisa Ana observa la escena, mientras que, frente a ella, Simeón da la bienvenida a María y se acerca al Niño que le están trayendo. El episodio se desarrolla en el interior del Templo, arquitectónicamente muy complejo: los arcos permiten vislumbrar el cielo, mientras que el centro de la escena está formado por un ábside decorado con un pabellón rojizo en forma de concha. En el interior del ábside no hay rastro del altar. A la izquierda, sin embargo, hay una base que esconde la parte inferior de la figura de Ana.
Simeón es el protagonista de la escena: está encorvado e inclinado hacia Jesús en actitud de reverencia y afecto ansioso. Lleva una túnica blanca y un manto del mismo color, que también cubre su mano izquierda. Toda la figura, y en particular la mano derecha y el rostro, expresan el cansancio de la vejez. No tiene la aureola, que en cambio estuvo presente  en el sacerdote de la Prueba de las aguas. A los pies de Simeón se puede leer la leyenda ZVMEON.
La Virgen viste la ropa habitual y tiene la gran aureola habitual. El halo de Jesús revela el detalle de la cruz, como ocurre en la figura de Cristo Pantocrátor. José y los dos ancianos —tal vez sean otros sacerdotes— hoy se reducen solamente a la visión del contorno. José muestra las características habituales (sin aureola) y viste la ropa habitual. La perspectiva de la arquitectura sugiere que las figuras de José y los dos ancianos se detuvieron en el umbral del templo, sin entrar en él.

#### Decoración del arco triunfal
En la parte superior del muro, donde se abre el arco de acceso al ábside, hay un conjunto decorativo formado por dos ángeles triunfantes que vuelan hacia una etimasia enmarcada en un círculo de 1,28 metros de diámetro. Las dos figuras angélicas, exactamente simétricas, están representadas sobre un fondo amarillo dorado. El de la izquierda representa al arcángel Miguel, mientras que el de la derecha es el arcángel Rafael, considerado, junto con Gabriel, el príncipe de las fuerzas celestiales.
La túnica y el pallium que llevan los dos ángeles monumentales son blancos, decorados con algunas partes en púrpura, sobre todo en los hombros. En ambas figuras, un ala está parcialmente visible, oculta por el cuerpo del ángel, mientras que la otra está completamente desplegada y muestra un plumaje blanco y marrón rojizo. En sus manos sostienen dos grandes globos azules, con un sombreado que resalta su esfericidad. Las varas que se sostienen en la otra mano no terminan en una cruz, sino en un pomo.
El círculo central es unos centímetros más pequeño que el que encierra al Cristo Pantocrátor. Contiene la «insignia de Cristo» (etimasia): sobre un asiento sin respaldo ni reposabrazos hay un gran cojín rojo abombado similar al que se sienta María en la escena de la Anunciación. El asiento no está representado frontalmente, sino ligeramente inclinado y parece querer salir del círculo en el que está contenido. Sobre el cojín hay un manto púrpura en el que hay una larga cruz que atraviesa la diadema de oro decorada con dos hileras de grandes perlas. La diadema es del tipo clásico tardorromano. El Rollo de la Ley o el libro del Evangelio no están presentes. En cambio, el libro está presente bajo la ventana central del ábside, sobre la que está el Cristo Pantocrátor. El libro simplemente descansa en un trono, una representación extremadamente rara.
El pintor quería así coordinar cuidadosamente cada parte de su obra: en el centro del ábside, en la parte superior, colocó a Cristo Pantocrátor, el Cristo histórico, visible para los fieles nada más entrar en la sala de la iglesia; en la parte inferior, fuera del ciclo narrativo y oculto por el altar —que hoy ya no está presente— colocó el libro del Evangelio, del que procede la autoridad del culto y la verdad de los misterios celebrados; por último, sobre el arco del triunfo, en una posición visible solamente para los que celebraban los ritos en la iglesia, representó la etimasia, es decir, el símbolo del Cristo venidero (futuro), Rey al que los arcángeles ofrecen las insignias de la victoria y del Reino de Dios.